# Okszów-Kolonia
Okszów-Kolonia – kolonia w Polsce, w województwie lubelskim, w powiecie chełmskim, w gminie Chełm.
Do 2023 miejscowość była kolonią wsi Okszów.
W latach 1975–1998 miejscowość administracyjnie należała do województwa chełmskiego.
Miejscowość funkcjonuje jako samodzielna jednostka administracyjna od roku 1981. 
Wierni Kościoła rzymskokatolickiego należą do parafii św. Maksymiliana Kolbego w Okszowie.